# Dicranomyia (Erostrata) globithorax globithorax
Dicranomyia (Erostrata) globithorax globithorax is een ondersoort van de tweevleugelige Dicranomyia (Erostrata) globithorax uit de familie steltmuggen (Limoniidae). De ondersoort komt voor in het Nearctisch gebied.